# 山田又司
山田 又司（やまだ またじ、1884年9月3日 - 1963年7月21日）は、日本の政治家。衆議院議員（5期）。

## 経歴
新潟県出身。1908年（明治41年）、慶応義塾大学政治科卒。鉱業に従事する。長岡市議、新潟県会議員を務め、長岡市青年会長、新潟港湾調査会顧問、長岡商業会議所特別議員、日本金鉱、会津石膏各(株)社長、大阪機械製作所、日蘭公司、北越新報、中央証券取引所各(株)取締役、長岡鉄道、北越印刷各(株)監査役となる。
1924年（大正13年）の第15回衆議院議員総選挙において新潟2区(小選挙区制)から憲政会公認で立候補して初当選。1928年（昭和3年）の第16回衆議院議員総選挙において新潟3区(当時)から立憲民政党公認で立候補して再選。1930年（昭和5年）の第17回衆議院議員総選挙では立憲政友会公認で立候補して三選。以後、1936年（昭和11年）の第19回衆議院議員総選挙まで政友会から立候補した。1937年（昭和12年）の第20回衆議院議員総選挙には出馬せず引退した。

## エピソード
- ボート競技にも造詣が深く、1940年（昭和15年）、戸田漕艇場オープン時のデモンストレーションに選ばれて出漕している[6]。